# Louňovice pod Blaníkem
Louňovice pod Blaníkem (Duits: Launiowitz, Launowitz of Launowitz an Planick) is een Tsjechische marktstad (Tsjechisch: městys) in de regio Midden-Bohemen en maakt deel uit van het district Benešov. De stad ligt op 8 kilometer afstand van Vlašim.
Louňovice pod Blaníkem telt 661 inwoners (2025).

## Etymologie
In oude geschriften is de naam van het dorp te vinden als Lúňovice of Lunovice. Volgens deze naam leidt Antonín Vlasák in zijn beschrijving van het district Vlašim af dat het dorp werd gesticht tussen de twee Blaníkheuvels, dus letterlijk in de schoot ervan.

## Geografie
De gemeente Louňovice pod Blaníkem bestaat uit de volgende plaatsen:
- Louňovice pod Blaníkem;
- Býkovice;
- Mrkvová Lhota;
- Rejkovice;
- Světlá.

### Malý en Velký Blanik
De omgeving van Louňovice wordt gedomineerd door twee beboste, rotsachtige heuvels – de Malý Blaník en de Velký Blaník.
Vooral de Velký Blaník, met een hoogte van 638 meter, is een herkenbaar punt in het uitgestrekte, golvende landschap dat de overgang vormt tussen het Midden-Boheemse heuvelland en het Boheems-Moravisch Hoogland. De Velký Blaník was al vóór het begin van de jaartelling bewoond door de Hallstatt-La Tènecultuur. Tijdens de Keltische periode stond er zelfs een versterkte nederzetting, later een burcht, op de Velký Blaník. Er zijn nog restanten van de versterkingen te zien in de vorm van massieve stenen wallen. De symboliek van de berg inspireerde enkele musici, onder wie Bedřich Smetana en Zdeněk Fibich, en landschapsschilders (Julius Mařák en Mikoláš Aleš).
De top van de Malý Blaník bevindt zich op 564 meter hoogte. Aldaar is een ruïne te vinden, te weten die van een bedevaartskapel, gewijd aan de heilige Maria Magdalena. De bouw werd in 1753 voltooid, maar in 1783 werd de kapel alweer onteigend bij decreet van keizer Jozef II.
Het natuurgebied rondom beide bergen is aangewezen als natuurmonument.

## Geschiedenis
De geschiedenis van Louňovice pod Blaníkem is nauw verwant aan het plaatselijke vrouwelijke premonstratenzer klooster, dat in 1149 werd gesticht door monnik Jindřich, in wat toen een verlaten gebied was, als tegenhanger van het klooster van Želiv. Over het ontstaan ervan in de 12e eeuw zijn schriftelijke vermeldingen te vinden in de kroniek van Jarloch. Het klooster, dat een belangrijke rol speelde in de economische en culturele ontwikkeling van de regio, groeide in de eerste paar honderd jaar vrij snel. Tijdens het driehonderdjarig bestaan kreeg het klooster een aantal omliggende nederzettingen in handen. Enige tijd nadat het kloostergebouw was opgetrokken, ontstond een dorp – het huidige Louňovice.

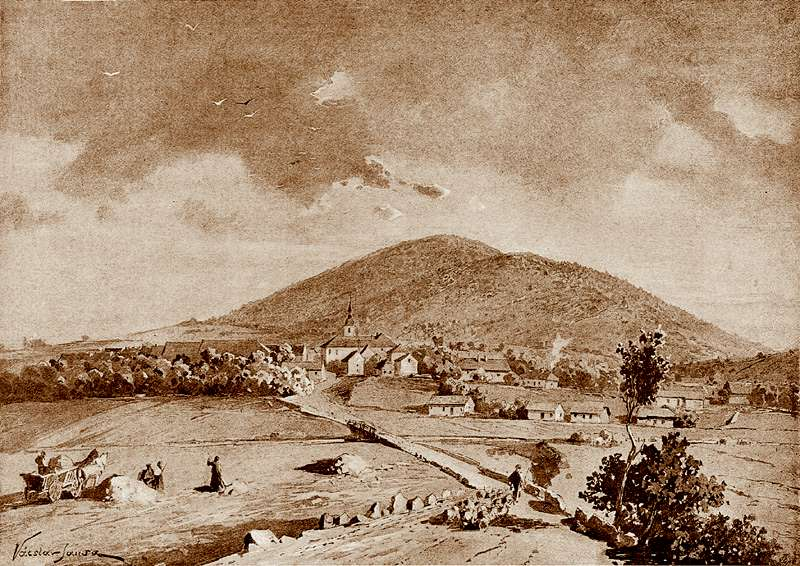
Louňovice pod Blaníkem (1891)

Het klooster van Louňovice werd in 1420, aan het begin van de Hussietenoorlogen, door Jan Žižka platgebrand. De inname van het klooster vond waarschijnlijk plaats op 23 augustus van dat jaar, waarna Louňovice in handen kwam van Tábor. De familie Tábor, die beide dorpen in bezit had, hield Louňovice tot 1547, toen het haar bezit verloor door confiscatie van Ferdinand I, als gevolg van een mislukte opstand. Van de tweede helft van de 16e tot en met ergens in de 17e eeuw behoorde Louňovice tot Skuhrovský. Later werden de heren van Říčany eigenaar. De kinderloze Karel Adam Lev van Říčany liet Louňovice in zijn testament van 1672 na aan het aartsbisdom van Praag, dat Louňovice en de omringende bossen tot 1924 bezat.
Sinds 1960 maakt Louňovice pod Blaníkem deel uit van het district Benešov en op 23 januari 2007 heeft de gemeente de status van marktstad teruggekregen.

## Verkeer en vervoer

### Autowegen
Louňovice pod Blaníkem is te bereiken via diverse regionale wegen. 

### Spoorlijnen
Er is geen station in de gemeente. Het dichtstbijzijnde station is in Vlašim, op zo'n negen kilometer afstand. Dat station ligt aan de spoorlijn van Benešov naar Vlašim.

### Buslijnen
Er zijn zes bushaltes in de gemeente:
| Halte                                          | Lijn(en)        | Traject(en)                                                        | Vervoerder(s)                         |
| ---------------------------------------------- | --------------- | ------------------------------------------------------------------ | ------------------------------------- |
| Louňovice pod Blaníkem, Louňovice pod Blaníkem | 453 455 550 750 | Vlašim - Tábor Benešov - Tábor Vlašim - Votice Benešov - Načeradec | COMETT PLUS COMETT PLUS CŠAD Benešov  |
| Louňovice pod Blaníkem, Býkovice               | 750             | Benešov - Načeradec                                                | CŠAD Benešov                          |
| Louňovice pod Blaníkem, Olešná                 | 550             | Vlašim - Votice                                                    | CŠAD Benešov                          |
| Louňovice pod Blaníkem, Rozchod Světlá         | 550             | Vlašim - Votice                                                    | CŠAD Benešov                          |
| Louňovice pod Blaníkem, Škola                  | 453 455 750     | Vlašim - Tábor Benešov - Tábor Benešov - Načeradec                 | COMETT PLUS CŠAD Benešov              |
| Louňovice pod Blaníkem, U Mostu                | 453 455 550 750 | Vlašim - Tábor Benešov - Tábor Vlašim - Votice Benešov - Načeradec | COMETT PLUS CŠAD Benešov CŠAD Benešov |

## Bezienswaardigheden
- Barokke Maria-Tenhemelopnamekerk, gebouwd op de locatie van een eerdere, Romaanse kerk, voorheen onderdeel van het kloostercomplex;

- Kasteel van Louňovice op het dorpsplein;
- Historisch museum naast het kasteel.

## Geboren in Louňovice pod Blaníkem
- Jan Dismas Zelenka (1679–1745), een Boheems contrabassist en componist

## Galerij

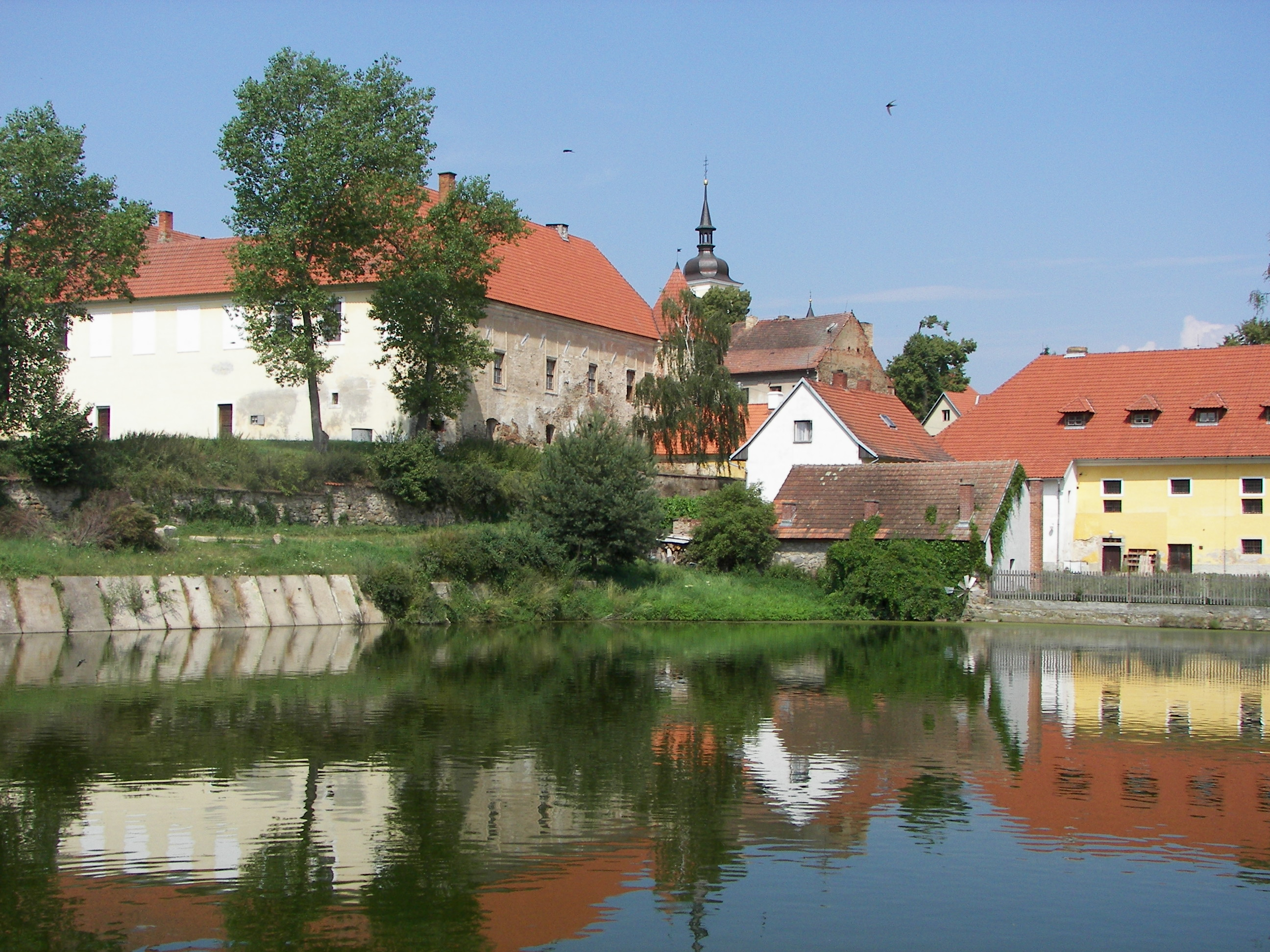
Dorpsvijver met kasteel (2006)
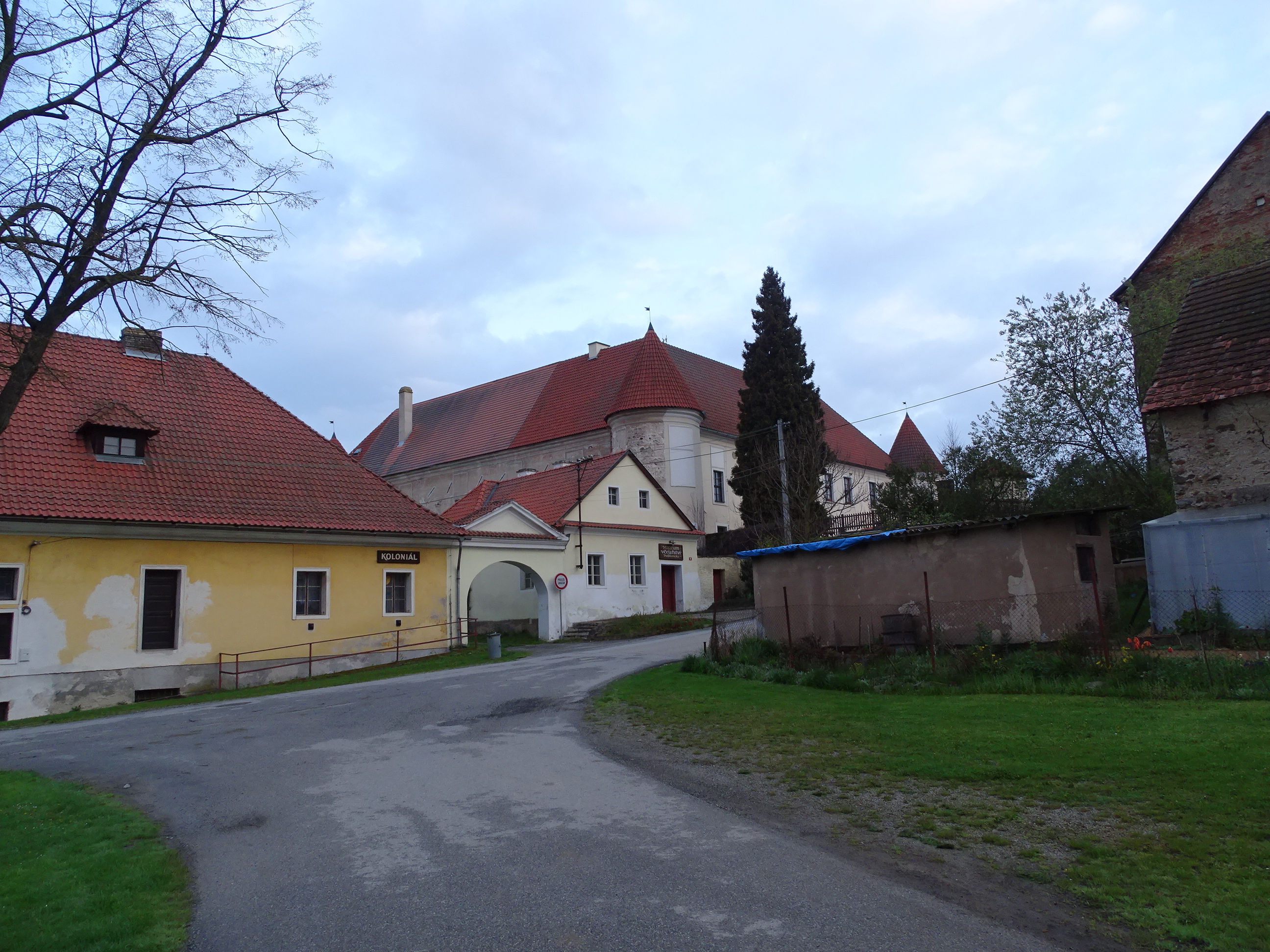
Kasteel en museum (2023)
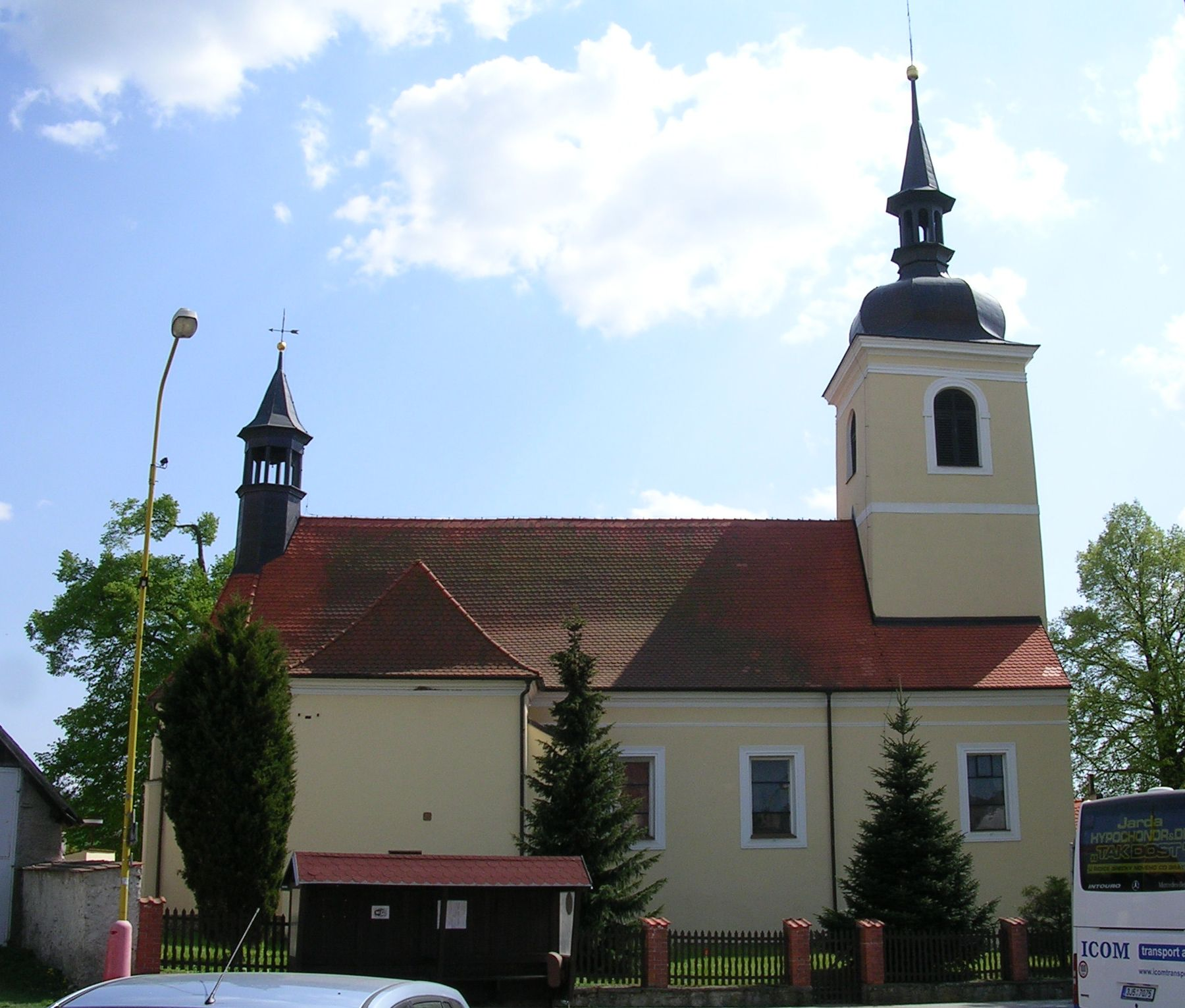
Maria-Tenhemelopnamekerk (zijaanzicht - 2023)
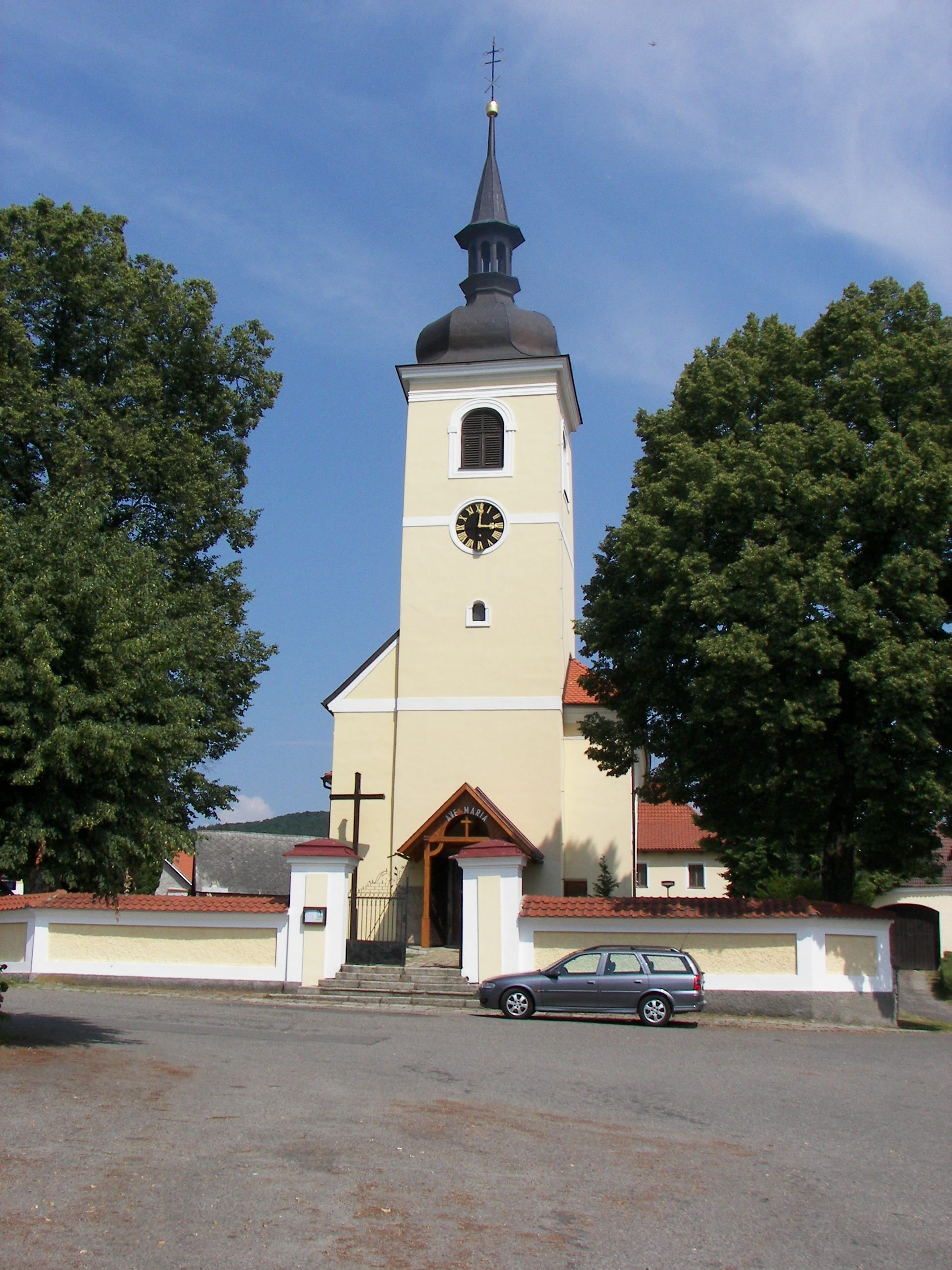
Maria-Tenhemelopnamekerk (vooraanzicht - 2006)
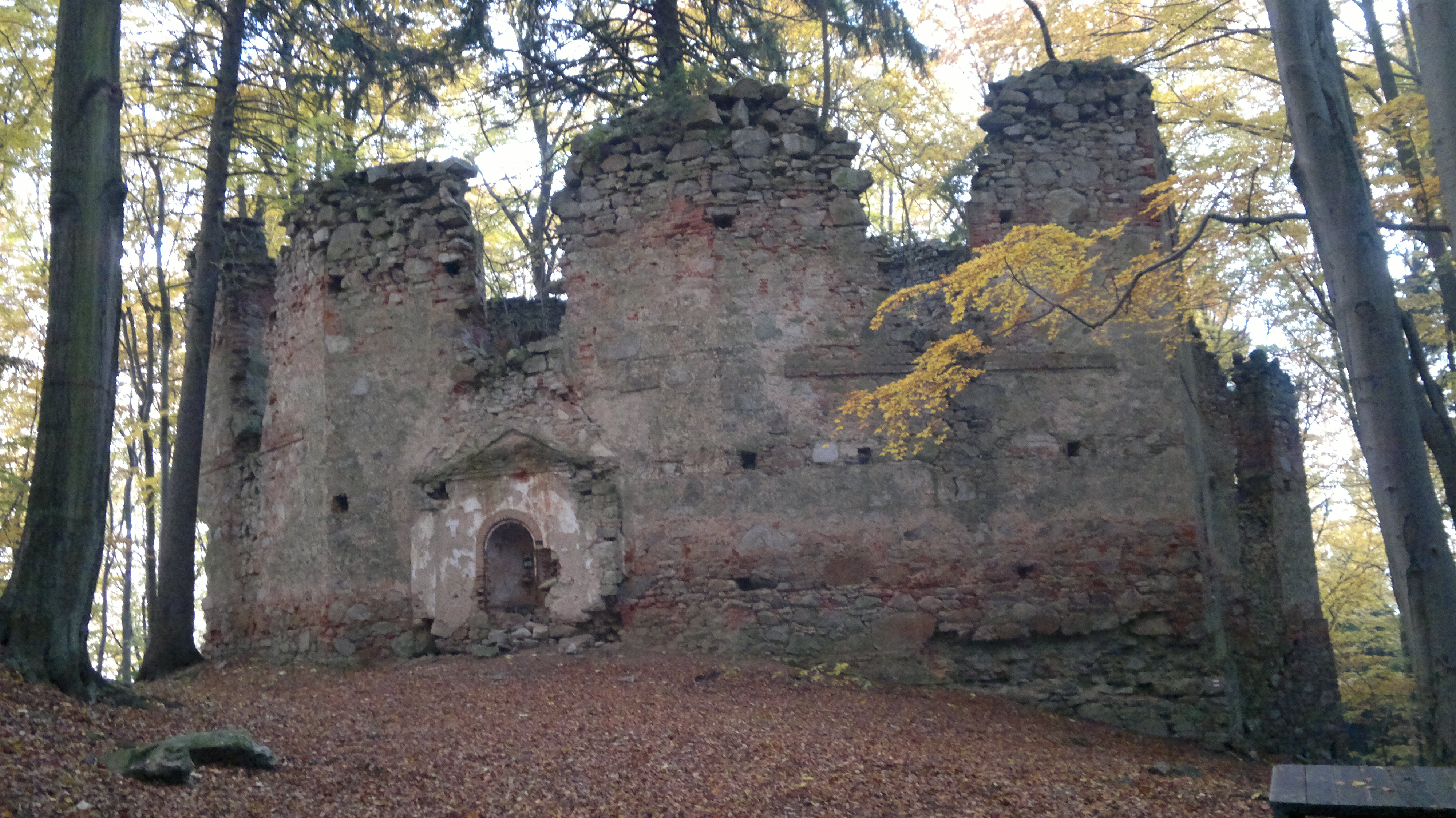
Kapelruïne op Malý Blaník (2011)
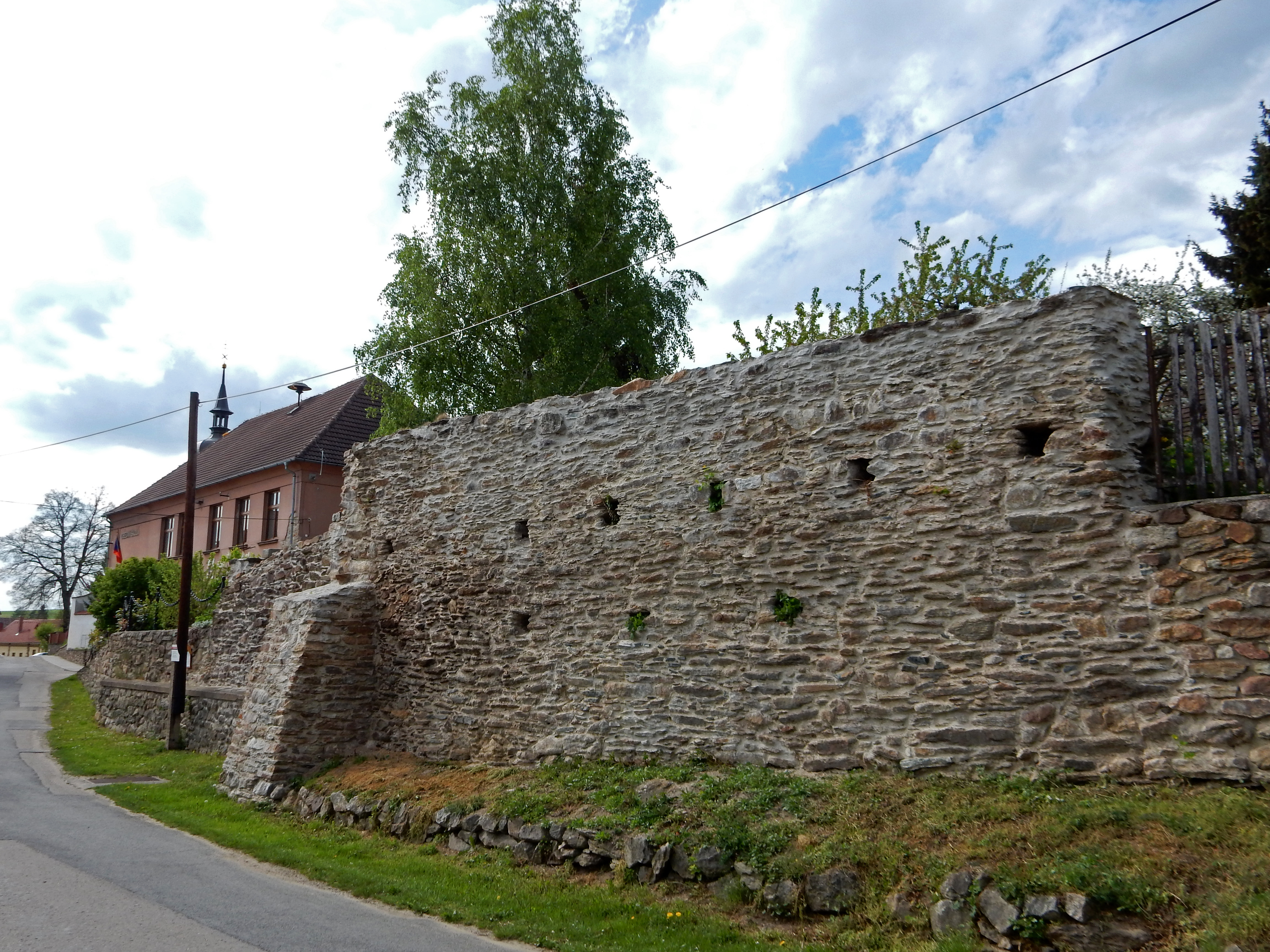
Muurrestant van voormalig klooster (2015)
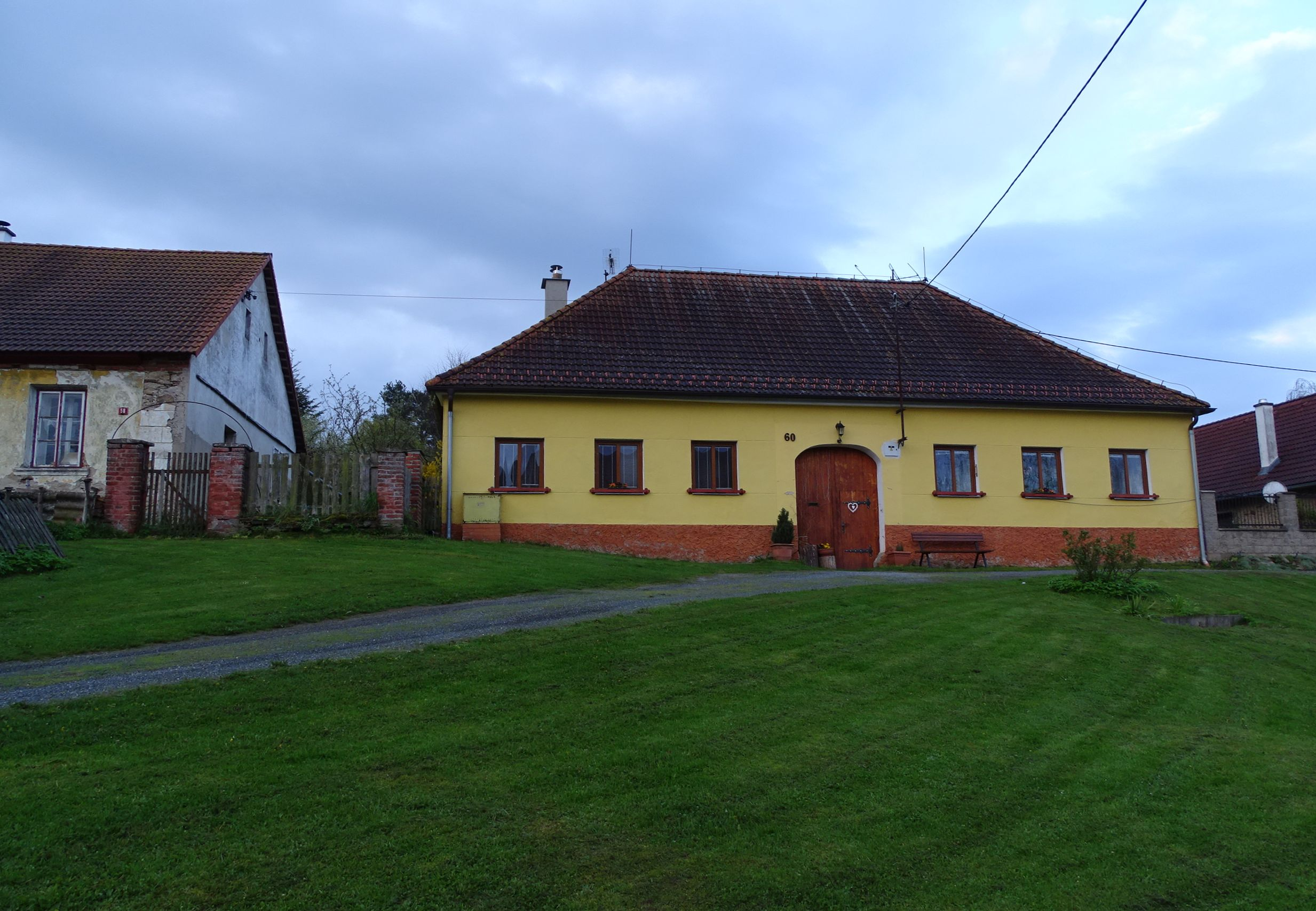
Huis in het dorp (2023)